# 大崙區
大崙區，是臺灣日治時期桃園廳中壢支廳下轄的區，包含：-{芝芭里庄、洽溪仔庄、大崙庄、過嶺庄、崙坪庄、上大堀庄、苦練腳庄，今為桃園市中壢區芝芭里、洽溪里、內厝里、月眉里、山東里、過嶺里及觀音區崙坪里、上大里、富源里。

1915年桃園廳行政區劃（不含蕃地）

}-